# نهب روما (1527)

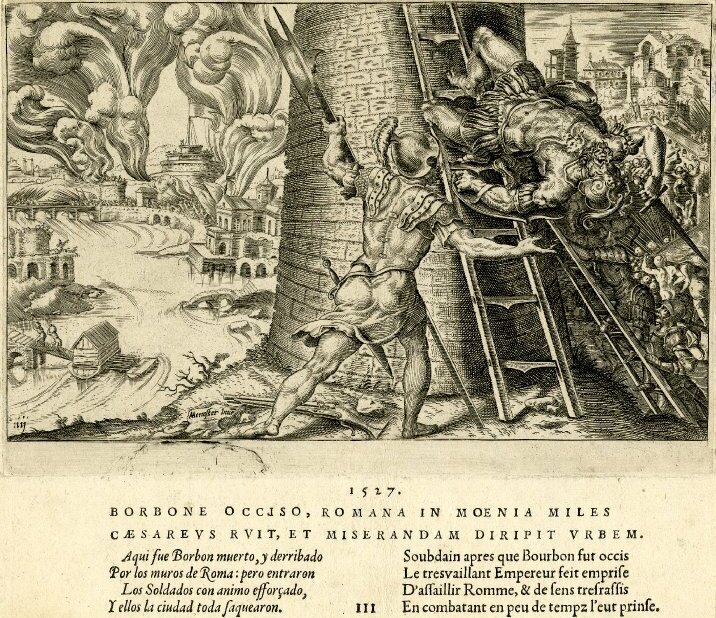
لوحة للفنان Martin van Heemskerck

احتلال روما أو نهب روما  Sacco di  Roma آيار 1527 من جنود الإمبراطور الروماني شارل الخامس المتمردين. بقيادة شارل الثالث دوق بوربون حدث مهم في الصراع بين الإمبراطورية الرومانية المقدسة وحلف League of Cognac (حلف فرنسا وميلان والبندقية وفلورنسا والباباوية)